# Барони Ламо

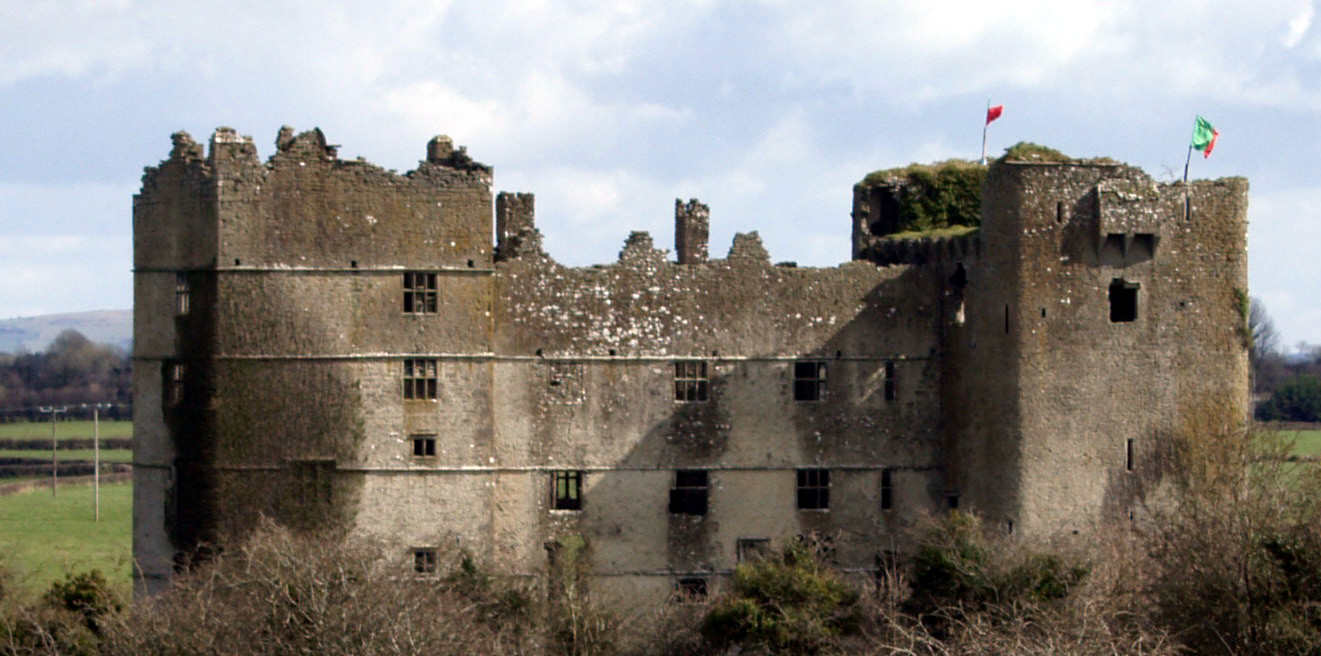
Замок Лохмоу. Світлина 2008 року.

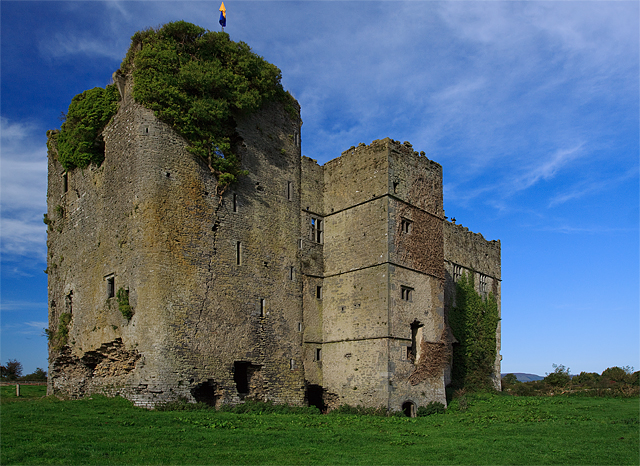
Замок Лохмоу. Вид зі сторони католицької церкви.

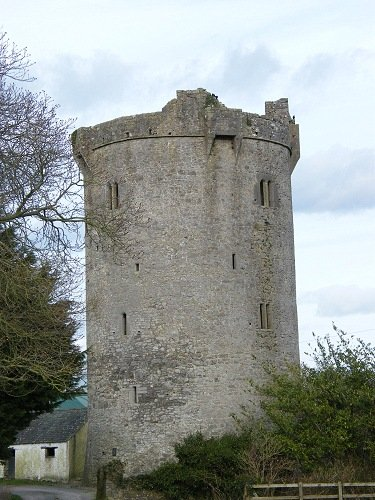
Замок Баллінахо.

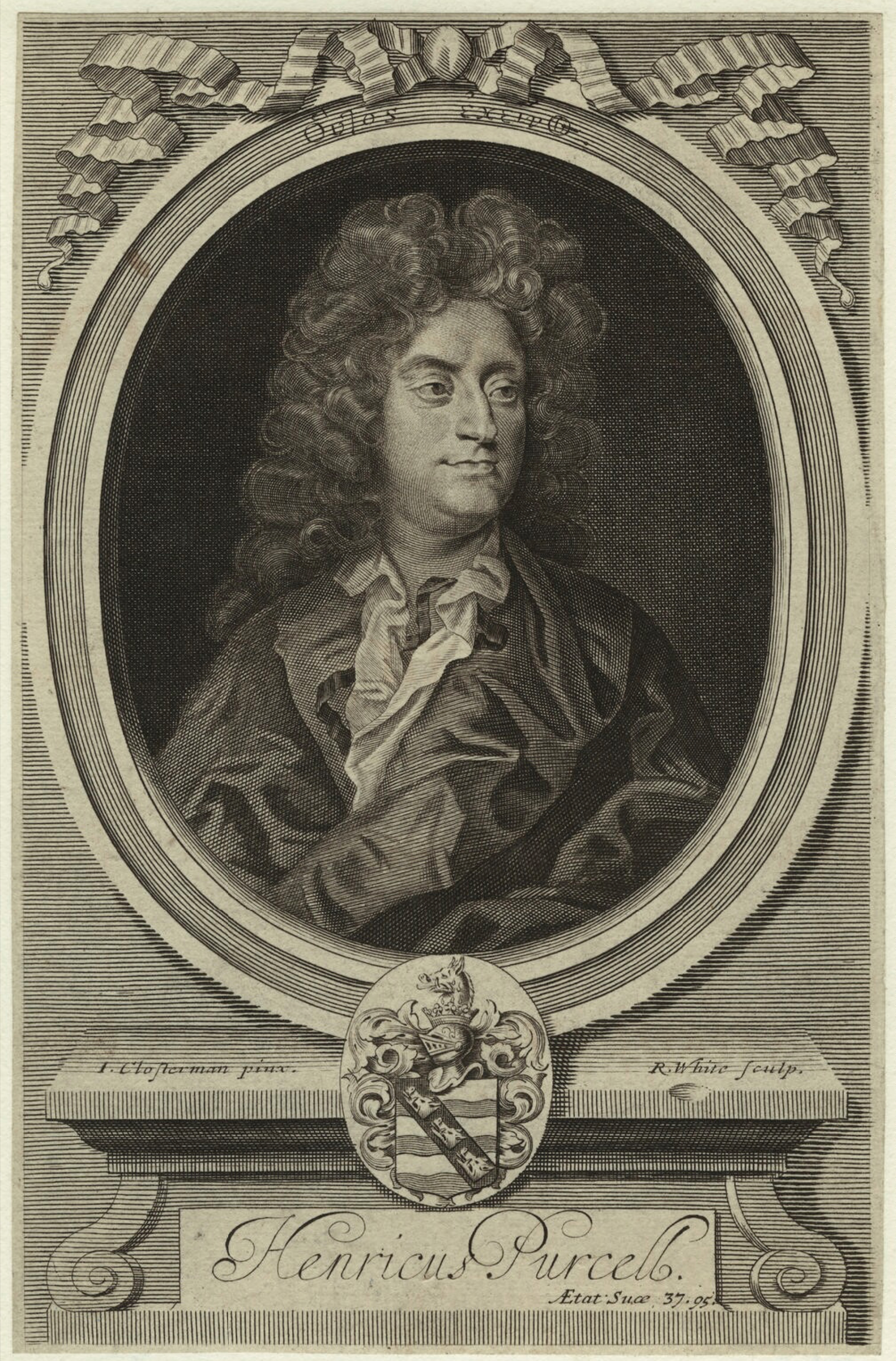
Генрі Перселл.

Барони Ламо (англ. Baron of Loughmoe) – барони Лохмоу, барона Луах Маг, барони Долини Винагороди – аристократичний титул в Ірландії. Володіння баронів Ламо були на півночі графства Тіпперері.

## Історія баронів Ламо
Вперше титул барона Ламо отримав Річард Перселл у 1328 році. Титул він отримав від Джеймса Батлера – І графа Ормонд, лорда Тіпперері. Ірландські титули, що були надані лордами та графами Ірландії формально ніколи не визнавалися короною Англії. Проте титул баронів Ламо був підтверджений королем Джеймсом ІІ у 1690 році під час так званих «Якобітських війн». 
Головною резиденцією баронів Ламо був замок Ламо (Лохмоу, Луах Маг) біля селища Лохмор-Вілідж, графство Тіпперері.
Першим Перселлом про якого знайшли повідомлення в історичних джерелах був норманський лицар Х’ю Перселл, що в 1035 році володів землями Монмаркет в Пікардії біля Амерла. Згідно документів того часу Х’ю Перселл передав свої землі абатству Амерла. Нащадком лицаря Х’ю Перселл був Діно Перселл, що вже жив в Англії і в 1120 році отримав землі і маєток Каттешул (графство Суррей) та землі Чіддінгфолді від короля Англії Генріха І. Діно одружився з дочкою Найджела де Брока – відомого в свій час юстиціарія. Його старший син успадкував землі і маєтки і в 1129 – 1130 роках передав їх у власність абатства, а потім і сам постригся в монахи. Маєток і землі Каттешул не згадуються в документах короля Генріха ІІ щодо абатства Редінг. Імовірно, ці землі отримав Ральф де Брок, що був сином Діно Перселла. Ральф (Ранульф) де Брок отримав службу при дворі короля від іменем Ральфа Перселла. Спочатку він носив прізвище матері – де Брок. У рукописі «Пайп Ролл» щодо земель в Гемпширі його згадують як де Брок, а щодо земель Суррей як Перселла.
Ранульф Перселл був причетний до вбивства Томаса Беккета. Архієпископ Беккет відлучив Ранульфа від церкви за незаконне привласнення майна на Різдво 1170 року. Коли король Генріх ІІ, що був сердитий на Томаса Беккета запитав свої лицарів: «Хто позбавить мене від цього докучливого попа?», Ранульф Перселл був одним із тих, хто вирушили вбивати Томаса. Лицарі вирушили спочатку до замку Солвуд, що в Кенті – цей замок належав у той час Ранульфу. Пізніше цей замок був конфіскований в Ранульфа. 
Ранульф не мав нащадків чоловічої статі і землі та маєтки успадкував його племінник Роберт – юстиціарій. Потім лінія Перселлів продовжилась через лордів Ньютонів-Перселлів, що з Оксона та Шарешулла, що в Стаффордширі. Перселли в той час володіли землями не тільки в Англії, але і в Нормандії. Біля 1160 року Перселли подарували землі в Нормандії абатству Святої Трійці, що в Руані. Ранульф дожив до поважного віку і отримував нагороди від короля Джона Безземельного в 1200 році. Одним із його родичів був Х’ю Перселл, що взяв участь в завоюванні Ірландії в 1169 році і став засновником роду ірландських Перселлів.
Згідно повідомлень О’Харта, Х’ю Перселл був саме тим лицарем, про якого писав Гіральд Камбренсіс, якого вбили в Вотерфорді. Х’ю Перселл лишився командувати військом в Вотерфорді, коли король вирушив до Дубліна. 
У 1204 році його онук, якого теж звали Х’ю одружився з Беатрікс – дочкою Теобальда ФіцВолтера – одного з найсильніших англо-норманських феодалів Ірландії. Як придане Х’ю Перселл отримав селище і землі Ламо (Луах Маг). У 1241 році сер Х'ю Перселл заснував у Вотерфорді монастир францисканців - Сірих Братів. Гробниця Х'ю Перселла описується джерелами XVII століття: на цій гробниці була скульптура чоловіка в обладунках з щитом у лівій руці, на якому було зображення трьох левів. 
Резиденцією Парселлів – тепер вже баронів Ламо став замок Ламо (Лохмоу). Замок нині лежить в руїнах. 
Назва баронства Ламо (Луах Маг) має наступне походження. Назва Лух Маг з ірландської перекладається як «Долина Винагороди». Але внаслідок помилки англійських картографів назва була записана як Лохмор, що перекладається з ірландської як «Велике Озеро».
Будівництво замку Луах Маг почалося в 1328 році, коли Річард Перселл отримав титул барона Луах Маг від першого графа Ормонд. Але цей титул не був визнаний короною Англії. Найдавніша частина замку, що збереглася до нашого часу була побудована в XV – XVI століттях і являє собою чотириповерхову вежу. Потім родина Перселл неодноразово добудовувала замок в XVII столітті. Титул баронів Лохмоу підтвердив у 1690 році король Джеймс ІІ, коли він був уже скинутий з трону і вів війну. Родина Перселл жила в цьому замку до 1760 року. Ірландський історик Дувалтах Мак Фірбісіг писав, що аристократи Перселл ведуть свій рід від імператора Карла Великого, що, звісно, сумнівно.
Замок можна побачити з залізничної лінії Дублін-Корк між залізничними станціями Темплмор та Терлес. Якщо хтось приїде через село Лафмор з дороги N62, замок знаходиться з правої сторони біля залізничного мосту через річку Сур.
Є численні легенди про замок Лохмоу. Згідно однієї з легенд, в замку, що стояв на цьому місці жив колись король одного з королівств Ірландії. Він запропонував руку своєї дочки тому, хто міг звільнити би ці землі від гігантського кабана, що тероризував околиці, псував урожай. Юнак на ім'я Перселл убив кабана луком та стрілою і отримав винагороду для себе та нащадків, а землі навколо замку стали називатися "Долина Винагороди". Легенда відображена в гербі сімейства Перселл, де зображені голови чотирьох кабанів. Але це легенда, за якою немає ніяких історичних фактів.

## Найбільш відомі барони Ламо
- Річард Перселл - І барон Ламо (з 1328 р.)
- Філіп Перселл з Ламо
- Джеффрі Рот Перселл з Ламмо (з 1397 р.)
- Томас Перселл з Ламо (з 1430 р.)
- Пітер Перселл з Ламо - 13 серпня 1461 року він отримав грамоти і титули від короля Англії Едварда IV.
- Джеймс Перселл з Ламо (з 1456 р.) - згадується в поемах та легендах того часу як ворог ірландського клану О'Кеннеді.
- Джон Перселл з Ламо (з 1466 р.)
- Томас Перселл з Ламо (з 1518 р.)
- Патрік Перселл з Ламо (з 1534 р.)
- Томас Перселл з Ламо (близько 1538 р. - 3 серпня 1607 р.) - одружений з Джоанною Фіцпатрик (березень 1542 - 1611 р.)
- Ральф Перселл з Ламо, помер не лишивши нащадків, успадкував йому брат.
- Річард Перселл з Ламо (з 15 вересня 1624 р.) - одружився з Марією Планкет з Кілхайра. У 1607 році Річард потрапив під суд і був визнаний винним у вбивстві свого брата Адама Тобіна, що був останнім Верховним шерифом графства Тіпперері в 1606 році. Річард був батьком Теобальда Перселла (нар. 1595 р.)
- Теобальд Перселл - депутат парламенту 1634 року від Тіпперері, відомий як "ірландський папіст". Теобальд або Тиббот взяв участь у повстанні 1641 р. за незалежність Ірландії.
- Джеймс Перселл з Ламо, (нар. 1609, помер 13 вересня 1652 р.) - одружився з Елізабет Батлер.
- Майкл Перселл з Ламо (нар. вересень 1652 р. - 4 березня 1722 р.)

## Барони Ламо після 1652 року
Ніколас (Майкл) Перселл – XV і останній барон Ламо був сином Джеймса Перселла з Ламо  і племінником матері Джеймса Батлера – І герцога Ормондського. Народився десь у 1651 році, він був першим сином полковника Джеймса Перселла. Перселли були католиками і не зрікались своєї віри, підтримали повстання за незалежність Ірландії 1640 – 1652 років. За це землі і замки у них були конфісковані – землі, якими вони володіли з 1198 року. Але шлюб Джеймса Перселла з сестрою герцога Ормондського дозволив зберегти йому якісь володіння. 13 вересня 1651 року Джеймс Перселл помер і був похований у абатстві Святого Хреста. Його вдома намагалась повернути ці землі – але втрачала і повертала ці землі 4 рази. Коли трон отримав король Карл ІІ (що був прихильним до католиків) барони Ламо отримали назад свої втрачені землі та замки і компенсацію за минулі конфіскації. Елізабет Перселл одружилась з Джоном ФіцПатріком. Весілля відбулось в замку Ламо. За наказом короля герцог Ормонд став опікуном молодого барона Ламо. Ніколас Перселл одружився з Розою Тревор – дочкою віконта Дунганон. До родини Перселл належав Генрі Перселл (1659 – 1695) – відомий композитор. Він був сином Генрі Перселла і онуком Томаса Перселла з Гортанн та Баліросс (графство Тіпперері), що був кузеном барона Ламо.  